# Venturon corse
Carduelis corsicana
Espèce
Statut de conservation UICN

 LC  : Préoccupation mineure
Le Venturon corse (Carduelis corsicana syn. Serinus corsicana) est une espèce de passereaux appartenant à la famille des Fringillidae, qui se rencontre en Corse, Sardaigne et sur quelques îles italiennes.
Cette espèce est parfois considérée comme une sous-espèce de Carduelis citrinella (sous le nom de Carduelis citrinella corsicana) mais son statut d'espèce a été confirmé par Sangster et al., 2002.

## Description
Cet oiseau présente un plumage verdâtre et gris pâle.

## Alimentation
Förschler & Kalko (2006) ont mené une étude comparative du régime alimentaire en période de reproduction chez es deux espèces de venturons, montagnard et corse. Tandis que les populations des Pyrénées et de la Forêt Noire (venturon montagnard) consomment surtout des graines de pin et de pissenlit, celles de Corse et de l’île de Capraia (venturon corse) se nourrissent surtout de graines de plantes herbacées. En Corse, les venturons marquent une préférence pour Briza maxima (Grande Amourette) ou la bourse à pasteur alors qu’à Capraia, ils choisissent surtout le romarin Rosmarinus officinalis, lamiacée. En Sardaigne, cependant, le venturon corse présente un régime plus proche de celui du venturon montagnard en consommant surtout des graines de pin. Les auteurs concluent que le choix des plantes est lié à trois facteurs principaux : leur abondance, leur qualité nutritionnelle et leur valeur énergétique.

## Voix
Förschler & Kalko (2007) ont analysé et comparé les caractéristiques des cris et du chant de différentes populations de venturon montagnard (Forêt Noire, Cévennes et Pyrénées espagnoles) et de venturon corse (Corse, Sardaigne et Capraia). Ils ont trouvé des différences significatives entre les populations continentales et insulaires mais aussi parmi les sous-populations continentales. Ils ont mis en évidence une variation des vocalisations selon un cline géographique : signaux courts et très modulés dans le nord (Forêt Noire), signaux longs et faiblement modulés dans le sud (Pyrénées espagnoles). Ces variations vocales semblent avoir évolué très rapidement non seulement dans les îles mais aussi sur le continent. Les différences d’habitats peuvent avoir joué un rôle important dans ce processus.

## Nidification
Le nid est une coupe de tiges d’herbes sèches et de radicelles mêlées à de la mousse avec un revêtement intérieur de très fines herbes sèches et de quelques plumes. La ponte habituelle est de trois œufs (plus rarement quatre) blanchâtres marqués de grandes taches brun rouille et de plus petits motifs brun noir concentrés sur le gros pôle donc de coloration similaire à ceux du venturon montagnard. Les poussins revêtent un duvet très foncé, gris noirâtre.

## Distribution
Cette espèce vit en Corse, en Sardaigne et sur les îles de la Toscane (Elbe, Capraia et Gorgona).

## Habitat
Contrairement au venturon montagnard, le venturon corse n’est pas tributaire des forêts de conifères de montagne car il s’est adapté aux formations de maquis de basse altitude. En Corse, il niche du niveau de la mer aux hautes altitudes et dans différents types de végétation basse. En Sardaigne et dans les petites îles voisines, il nidifie exclusivement dans les formations basses de maquis. Sur l’île de Capraia, il est associé au maquis à bruyère arborescente Erica arborea sans aucun boisement de pins. En Corse (massif de L'Ospedale, Niolo), il fréquente les forêts semi-ouvertes de pin maritime Pinus pinaster, de pin noir Pinus nigra et les fourrés de bruyère arborescente. En Sardaigne (mont Limbara), il est inféodé aux forêts ouvertes ou semi-ouvertes de pin noir et aux formations dominées par la bruyère arborescente.

## Statut
Förschler (2006) a fait une étude comparative des densités de populations au sein des deux espèces. La densité du venturon montagnard est de 1,3 couple / 10 ha tandis que celle du venturon corse varie entre 0,6 et 2,1 couples/ 10 ha mais celle des populations des pré-Pyrénées catalanes atteint le chiffre très élevé de 7-10 couples/ 10 ha. Ce chiffre va à l’encontre de la prédiction annonçant une densité plus importante des populations insulaires comparativement aux populations continentales. BirdLife International (2010) qualifie l’espèce de « non menacée » malgré une répartition de moins de 20 000 km2, une sévère fragmentation des populations et une certaine fluctuation des effectifs.